# Regeringen Anker Jørgensen IV
Regeringen Anker Jørgensen IV var Danmarks regering från 26 oktober 1979 till 30 december 1981. Regeringen bestod av ministrar från Socialdemokraterne. 
| Ämbete                                                                             | Minister                               | Period                                                                 |
| ---------------------------------------------------------------------------------- | -------------------------------------- | ---------------------------------------------------------------------- |
| Statsminister                                                                      | Anker Jørgensen                        | 26 oktober 1979 - 30 december 1981                                     |
| Ekonomiminister                                                                    | Ivar Nørgaard                          | 26 oktober 1979 - 30 december 1981                                     |
| Utrikesminister                                                                    | Kjeld Olesen                           | 26 oktober 1979 - 30 december 1981                                     |
| Industriminister                                                                   | Erling Jensen                          | 26 oktober 1979 - 30 december 1981                                     |
| Finansminister                                                                     | Svend Jakobsen                         | 26 oktober 1979 - 30 december 1981                                     |
| Miljöminister                                                                      | Ivar Nørgaard Erik Holst               | 26 oktober 1979 - 28 februari 1980 28 februari 1980 - 30 december 1981 |
| Energiminister                                                                     | Poul Nielson                           | 26 oktober 1979 - 30 december 1981                                     |
| Minister för offentliga arbeten                                                    | Jens Risgaard Knudsen Knud Heinesen    | 26 oktober 1979 – 15 oktober 1981 15 oktober 1981 - 30 december 1981   |
| Fiskeriminister                                                                    | Poul Dalsager Karl Hjortnæs            | 26 oktober 1979 – 20 januari 1981 20 januari 1981 - 30 december 1981   |
| Kyrkominister & Grönlandsminister                                                  | Jørgen Peder Hansen Tove Lindbo Larsen | 26 oktober 1979 – 20 januari 1981 20 januari 1981 - 30 december 1981   |
| Undervisningsminister                                                              | Dorte Bennedsen                        | 26 oktober 1979 - 30 december 1981                                     |
| Försvarsminister                                                                   | Poul Søgaard                           | 26 oktober 1979 - 30 december 1981                                     |
| Inrikesminister                                                                    | Henning Rasmussen                      | 26 oktober 1979 - 30 december 1981                                     |
| Justitieminister                                                                   | Henning Rasmussen Ole Espersen         | 26 oktober 1979 – 20 januari 1981 20 januari 1981 - 30 december 1981   |
| Socialminister                                                                     | Ritt Bjerregaard                       | 26 oktober 1979 - 30 december 1981                                     |
| Kulturminister                                                                     | Niels Matthiasen Lise Østergaard       | 26 oktober 1979 - 16 februari 1980 28 februari 1980 - 30 december 1981 |
| Arbetsminister                                                                     | Svend Auken                            | 26 oktober 1979 - 30 december 1981                                     |
| Bostadsminister                                                                    | Erling Olsen                           | 26 oktober 1979 - 30 december 1981                                     |
| Skatteminister                                                                     | Karl Hjortnæs Mogens Lykketoft         | 26 oktober 1979 – 20 januari 1981 20 januari 1981 - 30 december 1981   |
| Jordbruksminister                                                                  | Poul Dalsager Bjørn Westh              | 26 oktober 1979 – 20 januari 1981 20 januari 1981 - 30 december 1981   |
| Minister utan portfölj för utrikespolitiska frågor Minister för nordiskt samarbete | Lise Østergaard                        | 26 oktober 1979 - 28 februari 1980 28 februari 1980-30 december 1981   |